# جرمینال پیر دندلین
جرمینال پیر دندلین (انگلیسی: Germinal Pierre Dandelin; ۱۲ آوریل ۱۷۹۴ – ۱۵ فوریهٔ ۱۸۴۷) ریاضی‌دان، مهندس، و سرباز اهل بلژیک بود. او در نزدیکی پاریس متولد شد و در مدرسه پلی‌تکنیک تحصیل کرد. در جنگ‌های ناپلئونی مجروح شد و در وزارت داخله زیردست لازار کارنو مشغول به کار شد. بعدهای شهروند هلند شد و در نهایت به ارتش بلژیک ملحق شد. او بیش از هرچیز دیگر برای ابداع روش کره‌های دندلین در ۱۸۲۲ شناخته می‌شود. او با ابداع کره‌های دندلین اثبات کرد که بیضی ساخته‌شده با استفاده از تعریف کانونی و بیضی ساخته‌شده با برخورد صفحه و مخروط یکی‌اند